# Fédération de République tchèque de football
La fédération tchèque de football, officiellement fédération de République tchèque de football (en tchèque Fotbalová asociace České republiky, abrégé en FAČR) est une association regroupant les clubs de football de Tchéquie et organisant les compétitions nationales et les matchs internationaux de la sélection de Tchéquie.
La fédération nationale bohémo-morave est fondée en 1901, alors que la région est encore autrichienne, et affiliée à la FIFA en 1907. Après la constitution de la Tchéco-slovaquie, elle cède la place à la fédération tchécoslovaque de football en 1922. La fédération tchèque devient une fédération nationale de football indépendante après la dissolution de la Tchécoslovaquie en 1993.
En 1994, en accord avec les parties concernées, elle hérite du siège de membre de la fédération tchécoslovaque de football à la FIFA ainsi qu'à l'UEFA. Martin Malik est actuellement le président.

## Identité visuelle

Ancien logo.
Ancien logo.
Logo actuel.